# Присака (Вранча)
Присака (рум. Prisaca) насеље је у Румунији у округу Вранча у општини Ваља Сариј. Oпштина се налази на надморској висини од 310 m.

## Становништво
Према подацима из 2002. године у насељу је живело 214 становника, од којих су сви румунске националности.